# Ivan Segreto
Ivan Segreto (Sciacca, 25 marzo 1975) è un cantautore italiano.

## Biografia
Cantautore, arriva al successo nel 2004 con Porta vagnu, un brano easy listening in lingua siciliana e con sonorità jazz. Porta vagnu è anche il titolo del suo album d'esordio, prodotto da Federico Fiorentino e pubblicato dalla Sony, che immediatamente ha posto Ivan Segreto all'attenzione del pubblico e della critica (l'album è stato nominato miglior album di debutto 2004 nella classifica della rivista Musica e Dischi).
Dal 2004 ha aperto i concerti di Franco Battiato. Nel 2005, confermando la sua passione per il jazz e lo swing, ha pubblicato Fidate correnti, disco prodotto da Marti Jane Robertson e uscito ancora una volta per la Sony. Nel 2006 ha partecipato al 56º Festival di Sanremo nella categoria "Giovani" con il brano Con un gesto. Eliminato durante la terza serata, il brano è stato inserito nella ristampa del suo secondo disco Fidate correnti.
Nel giugno del 2007 è stato pubblicato il terzo disco Ampia, uscito per la Epic, che contiene partecipazioni di Franco Battiato, Paolo Fresu e Giovanni Sollima.. Nello stesso anno riceve il "Premio Lunezia Radio In Blu" per la qualità musical-letteraria delle sue canzoni.  
Il 25 settembre 2010 Ivan Segreto si esibì a Cesena al festival musicale Woodstock 5 Stelle organizzato dal blog di Beppe Grillo e trasmesso dal canale televisivo Play.me, che proprio con questa diretta aprì la neonata emittente.
Nell'ottobre del 2011 è stato pubblicato il quarto disco Chiaro, preceduto dall'EP Ristoro pubblicato nel giugno dello stesso anno.
Nel 2014 apre la sua etichetta BRADÍLOGO per questa pubblica il suo lavoro Integra, che riceve la nomination al Premio Tenco come miglior album dell'anno.
Fino al 2016 porta Integra nei Live in giro per l'Italia e nel 2017 viene coinvolto nell’album Folli voli della cantautrice Grazia Di Michele (nomination alla Targa Tenco 2017 come migliore interprete) incidendo una cover di Falling Slowly, brano di Glen Hansard.
Nel giugno del 2019 ritorna con un EP intitolato Mètasi e nell'ottobre dello stesso anno una cover dell'aria Nessun dorma dalla Turandot di Giacomo Puccini.

## Discografia

### Album
- 2004 - Porta Vagnu
- 2005 - Fidate correnti
- 2007 - Ampia
- 2011 - Chiaro
- 2014 - Integra

### EP
- 2011 - Ristoro
- 2019 - Mètasi

### Singoli
- 2004 - Porta Vagnu
- 2006 - Con un gesto
- 2006 - Il banchetto dell'amore
- 2015 - Doni
- 2019 - Nessun dorma
- 2023 - Paura e pace

#### Come featuring
- 2018 - Falling Slowly (Grazia Di Michele feat. Ivan Segreto)
- 2020 - It Feels Right (Llargo feat. Ivan Segreto)